# التاريخ الشرقي (كتاب)
سجل الشرق أو التاريخ الشرقي، هو تاريخ كلي مجهول كاتبه، كُتب بالعربية والقبطية المصرية بين عامي 1257و1260م. نُسب الكتاب خطئًا إلى أبي شاكر بن بوروس الراهب في القرن السابع عشر. يشير ماجد ميخائيل إلى مؤلفه باسم الزائف أبو شاكر، ويلاحظ عادل سيدروس أنه كثيرًا ما يشار إليه باسم بطرس بن الراهب، حيث دمج خطئًا اسم أبي شاكر مع اسم أبوه.
يُعد العمل في الأساس ملخصًا أو خلاصة للفصول الزمنية من عام 47 إلى عام 50 لكتاب أبو شاكر الأطول بكثير كتاب التواريخ الذي نُشر عام 1257. كُتب الكتاب قبل تنصيب أبي شاكر شماسًا في عام 1260. لم يح الكتاب وقتها بالاعتراف الكنسي وقتها باعتباره تقليدًا باهتًا للكتاب الأصلي، ولكن كانت له قيمته المستقلة. يعتبر الترتيب الزمني في كتاب التاريخ الشرقي جدير بالثقة بشكل عام، بعكس التواريخ المطلقة المذكورة فيه.
استند التسلسل الزمني لكتاب التاريخ الشرقي في العهد القديم وصولاً إلى زمن يسوع، ثم الأباطرة الرومان وصولاً إلى محمد نبي الإسلام، وأخيرًا حكام مصر الإسلامية وسوريا حتى يومه. ويتضمن الكتاب أيضًا التاريخ الزمني للخلافة والبطريركية القبطية من مرقس (43-68 م) إلى أثناسيوس الثالث (1250-1261). تعتبر المعلومات المذكورة فيه والمتعلقة بالبطاركة أكثر جوهرية من تلك الموجودة في كتابات جرجس بن العميد لتركيزه على الاستشهاد. تناول مؤلف الكتاب تاريخ بطاركة الإسكندرية بشكل مستقل، وهو ما لم يرد في كتاب بن شاكر الأصلي.
نشر الباحث الكاثوليكي أبراهام إكلينسيس ترجمة لاتينية للنص في عام 1651م، حيث جلب التأريخ القبطي إلى القراء الغربيين لأول مرة. ولم يكن إكلينسيس يعرف هوية مؤلف كتاب التاريخ الشرقي، وأضاف تعليقه على الكتاب كملحق خاص به. وفي نفس العام، نشر عالم اللاهوت البروتستانتي يوهان هاينريش هوتينجر كتابه الخاص بعنوان التاريخ الشرقي Historia orientalis. وفي عام 1729 أعاد جوزيبي سيمون أسيماني طبع الكتاب مع بعض التعديلات بناءً على ملاحظات يوهان هاينريش هوتينجر وعلى مخطوطة وُجدت في مكتبة الفاتيكان،ونسبه إلى أبي شاكر وأرفق به سيرة ذاتية عنه.

## طبعات
- التاريخ الشرقي، ترجمة أبراهام إكلينسيس في باريس عام 1651 (وأُعيد طبعها في باريس عام 1685).
- التاريخ الشرقي للمصري بطرس بن الراهبChronicon orientale Petri Rahebi Aegyptii ، جوزيبي سيمون أسيماني في البندقية عام 1729.
- بطرس بن الراهب: التاريخ الشرقي Petrus ibn Rahib: Chronicon orientale, ed.. لويس شيخو في بيروت ،1عام 903 (وأُعيد طبعها عام1955، و1960، و1963).